# Amaurobius fenestralis
Espèce
Synonymes
- Aranea fenestralis Strøm, 1768
- Aranea atrox De Geer, 1778

Amaurobius fenestralis est une espèce d'araignées aranéomorphes de la famille des Amaurobiidae.

## Distribution
Cette espèce se rencontre de l'Europe à l'Asie centrale.

## Description

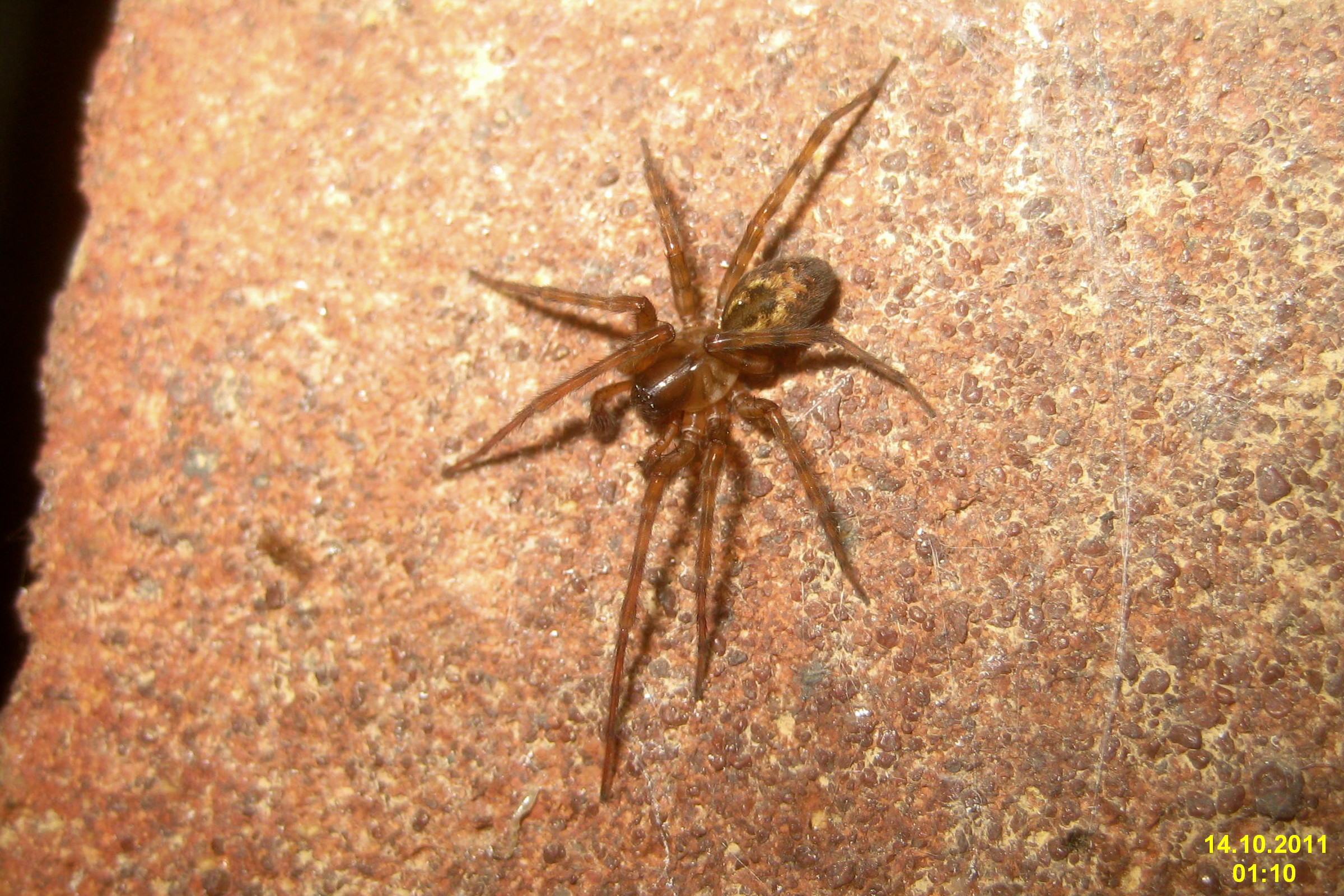
Amaurobius fenestralis

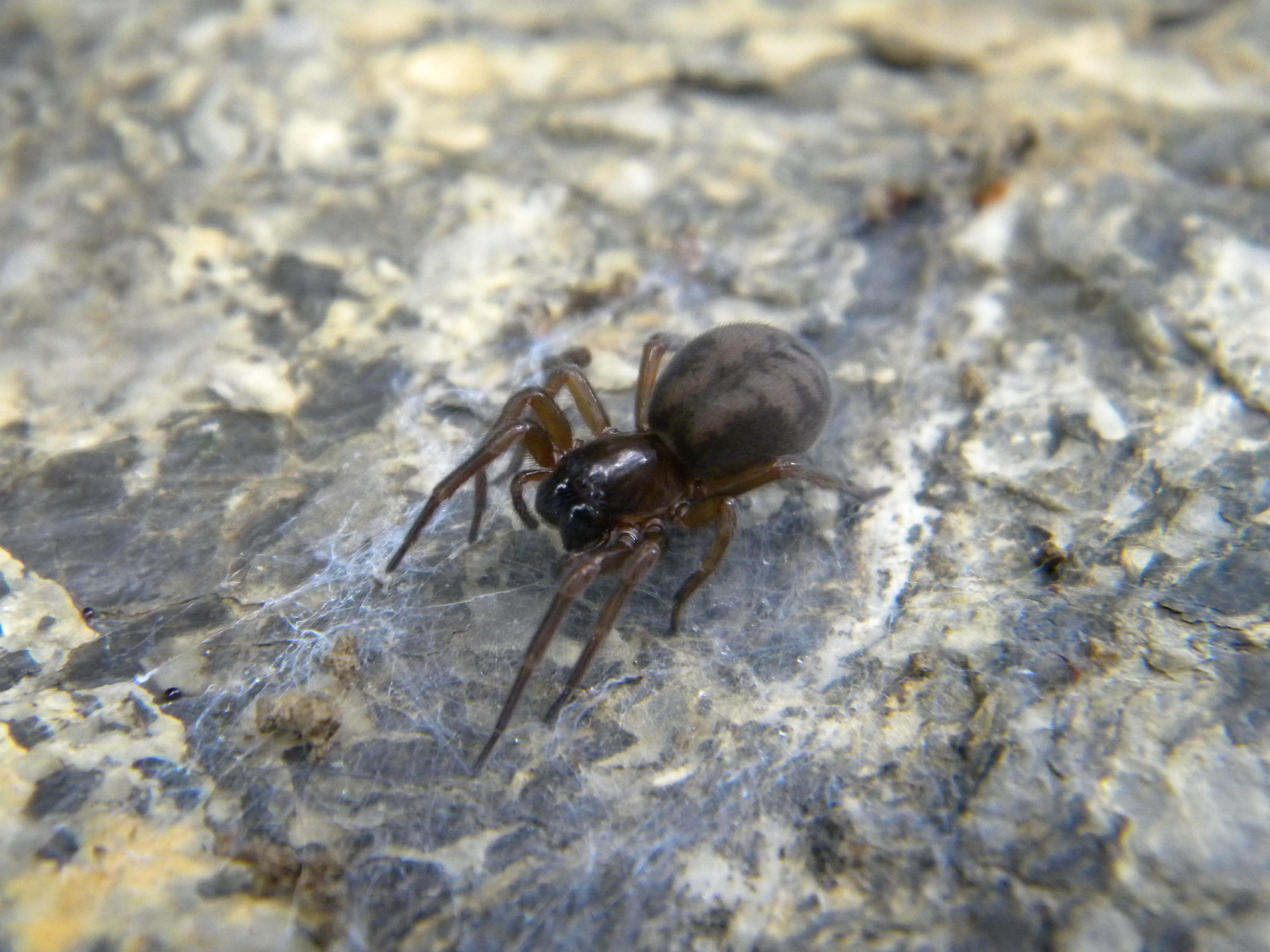
Amaurobius fenestralis

Les mâles mesurent de 4 à 7 mm et les femelles de 7 à 9,6 mm.

## Publication originale
- Strøm, 1768 : Beskrivelse over norske insekter, andet stekke. Det Trondheimske Selskabs Skrifter, vol. 4, p. 313-371.